# ۲۸۱ (پیش از میلاد)
۲۸۱ (پیش از میلاد) ۲۸۱مین سال قبل از تقویم میلادی است.

## رویدادها
- آغاز پادشاهی آنتیوخوس یکم دومین پادشاه سلوکی در ایران.